# ノイア

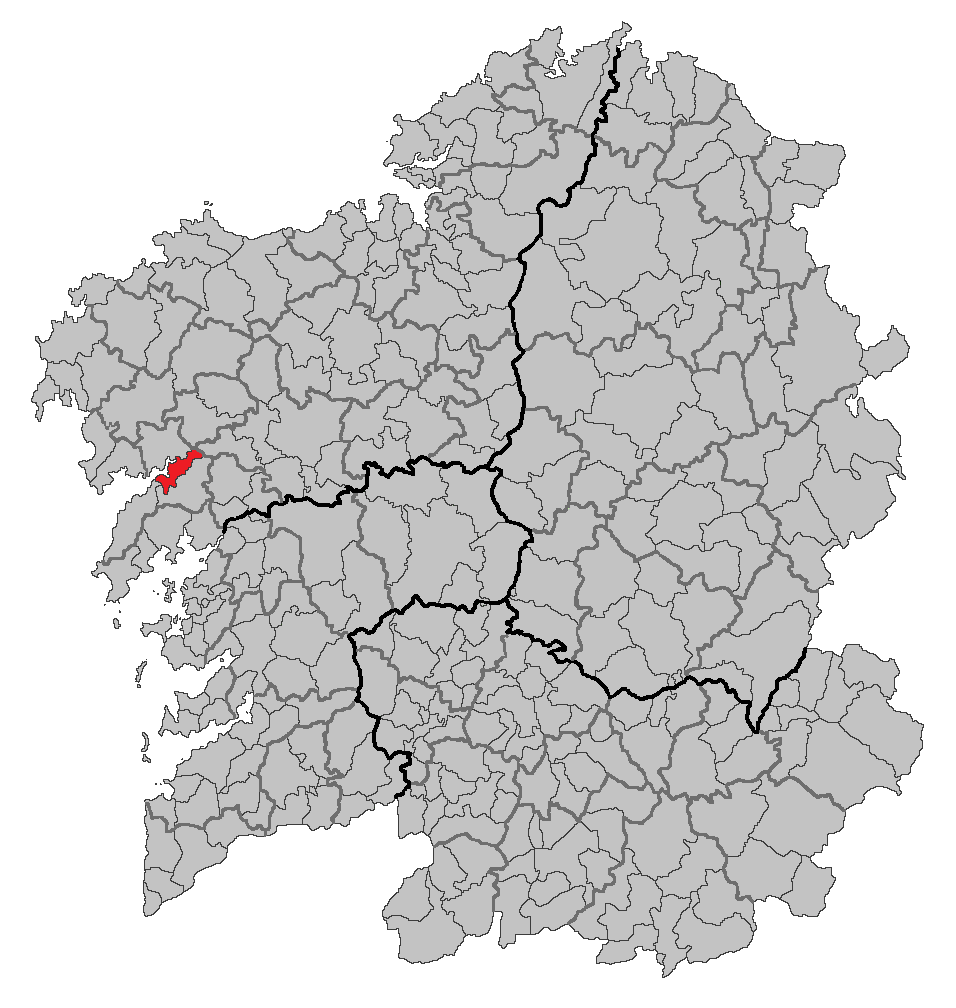
ガリシア州内の位置

ノイア（ガリシア語: Noia）は、スペイン、ガリシア州、ア・コルーニャ県の港町。コマルカ・デ・ノイアの中心自治体。ガリシア統計局によると、2010年の人口は14,947人（2009年：14,970人、2007年：14,808人、2006年：14,702人、2005年：14,637人）。住民呼称はnoiés/noiesa。カスティーリャ語表記はNoya。
ガリシア語話者の自治体人口に占める割合は60.58％（2011年）。

## 地理

### 人口
| ノイアの人口推移 1900－2010                             |
|                                                         |
| 出典:INE（スペイン国立統計局）1900年 - 1991年、1996年 - |

## 歴史
この地域の最初の定住者は、タンブレ川とトラバ川の河口付近に、およそ5000年前であったと考えられる。この時代の巨石遺跡としてアルガーロ教区にドルメンが残されている。カストロ文化時代のものとしては、バルキーニャのカストロ遺跡が残されている。ローマ時代には前述の2つの川に橋がかけられ、この橋は中世には修復されたものの、現在は残ってない。
中世には、港はサンティアゴ教区に属するこの町の経済的発展に寄与した。14世紀には、市壁、タパルの城塞、病院、多くの教会が整備されるなど、ほぼ現在の町の外観が作られた。
世俗領主と大司教との間でしばしば対立が起き、イルマンディーニョの戦いでは、農民たちによってタパル城塞が破壊された。最終的に世俗領主側が勝利をおさめると、反乱者たちに塔と城の再建を命じた。
16世紀には経済、文化が復興し、多くの建築物がたてられ、また多くの家畜の見本市が催された。1585年、スペイン国王フェリペ2世は戦費調達のために町を、ジェノバ商人に売り渡し、このことによってノイアは衰退し始め、この状況は17世紀まで続いた。

## 政治
自治体首長はガリシア社会主義者党（PSdeG）のラファエル・ガルシーア・ゲレーロ（Rafael García Guerrero）、自治体評議員はガリシア国民党（PPdeG）：7、ガリシア社会主義者党：6、ガリシア民族主義ブロック（BNG）：2となっている（2011年5月22日の自治体選挙結果、得票順）。
| 1999年6月13日自治体選挙 |        |        |          |
| 政党                    | 得票数 | 得票率 | 獲得議席 |
| PPdeG                   | 3,934  | 46.81% | 8        |
| PSdeG-PSOE              | 2,925  | 34.80% | 6        |
| BNG                     | 1,383  | 16.45% | 4        |

| 2003年5月25日自治体選挙 |        |        |          |
| 政党                    | 得票数 | 得票率 | 獲得議席 |
| PPdeG                   | 4,419  | 47.62% | 9        |
| PSdeG-PSOE              | 3,564  | 38.41% | 7        |
| BNG                     | 851    | 9.17%  | 1        |
| PINO                    | 284    | 3.06%  | 0        |

| 2007年5月27日自治体選挙 |        |        |          |
| 政党                    | 得票数 | 得票率 | 獲得議席 |
| PPdeG                   | 4,138  | 43.93% | 8        |
| PSdeG-PSOE              | 3,035  | 32.22% | 6        |
| BNG                     | 1,780  | 18.90% | 3        |
| CIDEGA                  | 157    | 1.67%  | 0        |
| TEGA                    | 156    | 1.66%  | 0        |

| 2011年5月22日自治体選挙 |        |        |          |
| 政党                    | 得票数 | 得票率 | 獲得議席 |
| PPdeG                   | 3,667  | 41.83% | 7        |
| PSdeG-PSOE              | 2,860  | 32.63% | 6        |
| BNG                     | 991    | 11.31% | 2        |
| NO.I.A.                 | 986    | 11.25% | 2        |
| PGA                     | 51     | 0.58%  | 0        |

## 教区
ノイアは6の教区に分けられる。
- アルガーロ（サンタ・マリーア）
- バーロ（サンタ・クリスティーナ）
- ボア（サン・ペドロ）
- ノイア
- オ・オブレ（サンタ・マリーニャ）
- ロー（サンタ・マリーア）